# Висенсоте, Педро Луис
Педро Луис Висенсоте (порт.-браз. Pedro Luís Vicençote; род. 22 октября 1957, Санту-Андре, штат Сан-Паулу), более известный как Педриньо (порт.-браз. Pedrinho) — бразильский футболист, игравший за сборную Бразилии.

## Карьера
Педриньо начал карьеру в клубе «Палмейрас», в составе которого дебютировал 22 марта 1978 года в матче с «Коринтиансом» и выступал за команду на протяжении трёх лет, став одним из лучших крайних защитников чемпионата Бразилии, вследствие чего был вызван в национальную сборную, а 26 июля 1979 года он сыграл свой первый матч за главную бразильскую команду, выйдя на поле в матче с Аргентиной на кубке Америки. За «Вердао» Висенсоте выступал 3 года, проведя 225 игр (из них 92 победы, 75 ничьи, 58 поражения), забив 17 голов. Уход из «Палмейраса» Педриньо был обусловлен тем, что игрок отказался в 1980 году уходить из клуба в «Сан-Жануарио», предлагавший большие деньги за игрока, после чего боссы команды приняли решение запретить футболисту участвовать в части матчей.
В 1981 году Педриньо перешёл в «Васко да Гаму», за который выступал два года, после чего уехал в Италию в «Катанию», проведя за команду 88 матчей и забив 10 голов. А завершил карьеру Педриньо в клубе «Бангу».

## Достижения
- Обладатель кубка Кирин: 1978
- Обладатель кубка Жоао Авеланжа: 1981
- Чемпион турнира Верро: 1982
- Чемпион штата Рио-де-Жанейро: 1982

### Персональные
- «Серебряный мяч» Бразилии: 1979